# Anna Veronika Mikšíčková
Anna Veronika Mikšíčková, vlastním jménem Veronika Aloisie Mikšíčková, rozená Werbichová (Vrbíková) (3. února 1829 Brno – 19. listopadu 1891 Brno) byla česká spolková činovnice, sboristka, sufražetka a feministka, spoluzakladatelka a dlouholetá předsedkyně ženského pěveckého a vzdělávacího spolku Vesna, manželka politika a novináře Matěje Mikšíčka. Spolupracovala s ranými osobnostmi českého ženského emancipačního hnutí na Moravě, jako například Marie Rosalie Dvořáková či Lvislava Rudišová.

## Život

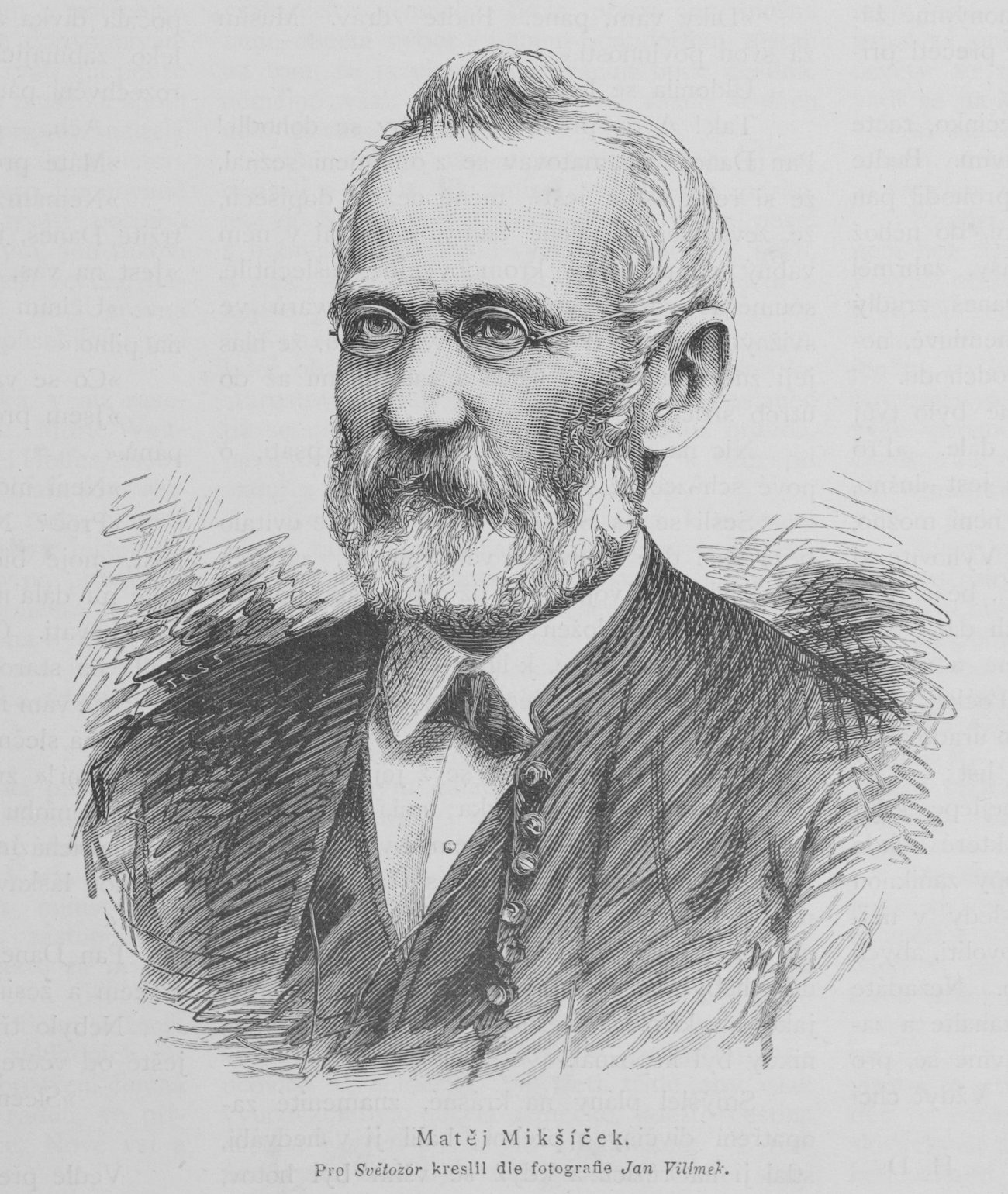
Manžel Matěj Mikšíček (kresba Jana Vilímka, 1882

### Mládí
Narodila se v Brně do české rodiny v domě čp. 283 v Horní Brněnské ulici (nyní Starobrněnská 282/19). Dostalo se jí dobrého soukromého vzdělání. Získala vztah k českým kořenům a stala se českou vlastenkou. Roku 1853 se v Brně provdala za úředníka rakouské Státní dráhy a spisovatele Matěje Mikšíčka, někdejšího politika revolucionáře roku 1848, společně zde také žili. S manželem počali dceru Marii.

### Spolková činnost
Anna Veronika Mikšíčková se zde následně začala zapojovat do rodící se české spolkové činnosti v silně německy osídleném Brně. Osobně se přátelila se spisovatelkou Boženou Němcovou, se kterou byla v korespondenčním kontaktu. Společně byly členkami organizace Českomoravské bratrstvo stavící na základech utopického socialismu. Němcová ji také velmi ovlivnila v rozhodnutí k vlastní tvorbě. Po jejím vzoru začala sbírat a zaznamenávat lidové příběhy a pohádky. Přátelila a spolupracovala rovněž s Janem Evangelistou Helceletem, Františkou Kerschnerovou či Františkem Matoušem Klácelem

### Vesna
Stála jako členka přípravného výboru u zrodu prvního moravského ženského pěveckého souboru Vesna, na jehož valné hromadě 15. srpna 1870 byla zvolena předsedkyní Marie Rosalie Dvořáková, Mikšíčková se stala jeho první starostkou. Dále se o jeho vznik zasloužili především Leopoldina (Lvislava) Rudišová, Miroslava Helceletová, Amálie Teplá, Ing. Antonín Peka či skladatel JUDr. Josef Illner. Roku 1872 Dvořákovou pak ve vedoucí funkci vystřídala. Už v roce 1872 se jeho poslání zobecnilo a z pěveckého spolku vznikla ženská vzdělávací jednota, jejímž cílem bylo šířit vzdělanost mezi brněnskými ženami, a to výhradně prostřednictvím českého jazyka. Ve spolku během jejího působení začala pracovat např. Eliška Machová. Dne 16. září 1886 zahájila pod hlavičkou Ženské vzdělávací jednoty Vesna své působení první česká pokračovací dívčí škola na Moravě.
Mikšíčková byla silně věřící katoličkou a ve svých názorech a postojích působila spíše konzervativně.

### Úmrtí
Anna Veronika Mikšíčková zemřela 19. listopadu 1891 v Brně v zemské nemocnici u sv. Anny ve věku 62 let. Pohřbena byla na Ústředním hřbitově v Brně.

### Po smrti
Její manžel zemřel následujícího roku.
Spolek pokračoval v nezávislé činnosti až do událostí v únoru 1948.